# Der Strohmann
Der Strohmann ist ein US-amerikanischer Spielfilm aus dem Jahre 1976.

## Handlung
Der Film spielt in den USA, Anfang der 1950er Jahre. Es ist die Zeit der McCarthy-Ära. Howard Prince ist ein kleiner Kassierer in einem Restaurant. Er verdient sich ein Zubrot mit Sportwetten. Als er bei einer Pferdewette sein Geld verliert, hilft ihm der Drehbuchautor Alfred Miller, mit dem er seit seiner Schulzeit befreundet ist, aus der Patsche. Miller erhielt durch das Komitee für unamerikanische Umtriebe Berufsverbot, ebenso einige seiner Kollegen. Die nun arbeitslosen Schriftsteller überreden Howard, als Strohmann für sie tätig zu sein. Sie schreiben Drehbücher für Fernsehserien, und Howard gibt sie als seine aus. Die Idee hat Erfolg. Das Fernsehen ist seiner begabtesten Autoren beraubt und nimmt Howard mit Kusshand.
Nun beginnt sein sagenhafter Aufstieg. Howard wird der populärste Drehbuchautor des Fernsehens, und die Fernsehdramaturgin Florence Barrett verliebt sich in ihn. Er genießt den Ruhm, die neue Wohnung und das Geld. Die Beziehung zu Florence wird getrübt, als der Komiker Hecky Brown wegen angeblicher Teilnahme an einer kommunistischen Demonstration entlassen wird. Hecky ist verzweifelt um Arbeit bemüht, braucht Geld und lässt sich auf eine Zusammenarbeit mit dem Komitee ein. Er soll Howard ausspionieren. Florence dagegen kündigt aus Protest gegen den Umgang mit Hecky ihre Arbeit beim Fernsehen. Sie will gegen das Komitee vorgehen und versucht Howard zu überreden, ihr dabei behilflich zu sein. Doch Howard verweigert die Mithilfe. Die Beziehung zerbricht, da Florence merkt, dass Howard nicht die gleichen Werte wie sie hat. Aufgrund der Spionage von Hecky wird schließlich auch Howard vor das Komitee zitiert. Als Hecky sich das Leben nimmt, kommt für Howard die Zeit, vom süßen Leben eines gefeierten Drehbuchautors Abschied zu nehmen und politische Farbe zu bekennen. Er lässt das Komitee abblitzen und wird aufgrund seiner illegalen Sportwettenbuchungen inhaftiert.

## Hintergrund
Der Film entstand nach einem Drehbuch von Walter Bernstein, der ebenso wie Martin Ritt auf der genannten Schwarzen Liste Hollywoods stand. Ritt engagierte für den Film einige Schauspieler, die ebenfalls Anfang der 1950er Jahre auf der Schwarzen Liste gestanden und Berufsverbot hatten, darunter Zero Mostel, der den Komiker Hecky spielt. Herschel Bernardi spielt die Rolle des Fernsehproduzenten Sussman und Lloyd Gough die Rolle des Drehbuchautors Delaney. Beide standen ebenfalls auf der Schwarzen Liste. Der Film wurde in New York City gedreht. Der darin geschilderte Selbstmord war eine Anspielung auf den Schauspieler Philip Loeb, einen Freund Mostels, der sich das Leben genommen hatte, weil er auf der Schwarzen Liste stand.

## Kritiken
„Etwas unentschlossen zwischen Tragikomödie, Satire und Unterhaltung schwankend, ist Ritts Film (an dem eine ganze Gruppe von McCarthy-Indizierten mitarbeitete) dennoch eine entlarvende Abrechnung mit Opportunismus und Gesinnungsschnüffelei.“

„Das Tragische wird durch den Kontrast der Komik vertieft: Man soll auf diesen massenhysterischen Spuk nur noch mit absurdem Gelächter reagieren.“

Die Zeitschrift Cinema schrieb, der Film sei eine „erhellende Tragikomödie über eine düstere Zeit“. Der Regisseur halte „geschickt die Balance zwischen Komik und Betroffenheit“.

## Auszeichnungen
Walter Bernstein erhielt für sein Drehbuch 1977 eine Oscarnominierung. Andrea Marcovicci war 1977 für einen Golden Globe Award in der Kategorie Beste Nachwuchsdarstellerin nominiert. Zero Mostel erhielt für seine Darstellung 1978 eine Nominierung für den British Academy Film Award.